# 徐鼒
徐鼒（1810年—1862年），字亦才，號彝舟，江蘇江寧府六合縣人，清朝政治人物、歷史學家、駢文家、散文家。

## 生平
自幼好學，喜駢文，專研經史。早年與梅曾亮、湯鵬等同遊。道光十五年（1835年）乙未恩科江南鄉試舉人，二十五年（1845年）乙巳恩科三甲第六十六名進士。選翰林院庶吉士，散館授檢討，充實錄館協修，咸豐二年（1852年）回籍探親，三年（1853年）太平天國軍進犯江寧，徐鼒聯合六合縣知縣溫紹原招募團練數千人，屢敗敵兵，八年（1858年）任福建福寧府知府，重視文教，修葺近聖書院，十一年（1861年）調延平府知府，同治元年（1862年）卒於官。

## 著作
徐鼒自道光三十年（1850年）入史館，開始研究南明史，參考前人著作六十餘種，以及地方方志與文士詩文集，咸豐十一年（1861年）效法《綱目》撰成《小腆紀年》。文體方面擅長駢文及散文，並著有《務本論》二卷、《周易舊注》十二卷、《小腆紀年》二十卷、《小腆紀傳》六十五卷、《未灰齋文集》八卷、《未灰齋文外集》一卷、《未灰齋詩鈔》四卷、《讀書雜釋》四卷、《度支輯略》十卷等。

## 家族
次子徐承祖為晚清駐日公使。